# Tom Amandes
Thomas Amandes (Richmond, 9 marzo 1959) è un attore statunitense, conosciuto principalmente per aver interpretato il ruolo del Dottor Harold Abbott Jr. nella serie televisiva Everwood.

## Biografia
Tom Amandes nasce a Richmond nell'Illinois, sesto di undici fratelli. Ha iniziato a recitare già in giovane età, esibendosi a casa con i suoi fratelli e recitando nelle produzioni scolastiche. Si è diplomato alla Crystal Lake Central High School e nel 1981, dopo essersi laureato alla The Goodman School of Drama della DePaul University, si unì ad una compagnia teatrale di Chicago come apprendista. È apparso in numerose produzioni al Court Theatre e al Body Politic Theatre.

### Carriera
La carriera dell'attore inizia nel 1987 partecipando ad un episodio della serie televisiva Sable. Dopo qualche anno di inattività, nel 1992 partecipa nel ruolo di un cameriere al suo primo film cinematografico Linea diretta - Un'occasione unica.
Nel 1993 ottiene il suo primo ruolo importante, entra infatti a far parte del cast principale della serie televisiva The Untouchables nel ruolo di Eliot Ness. La serie è finita nel 1994 e Amandes è apparso in tutti gli episodi prodotti. Da quel momento in poi è iniziato ad apparire soprattutto come guest star in molte serie televisive, tra le quali vanno ricordate Murphy Brown, Pappa e ciccia, Sisters, The Pursuit of Happiness (in cui recita accanto a Brad Garrett e Larry Miller), Dalla Terra alla Luna (in cui recita nel ruolo dell'astronauta Harrison "Jack" Schmitt), Seven Days, E.R. - Medici in prima linea, JAG - Avvocati in divisa, The King of Queens, The Practice - Professione avvocati, New York Police Department, The Guardian e Spin City.
Nel 2002 ottiene il ruolo per cui è maggiormente ricordato dal grande pubblico, quello di Harold "Hal" Abbott della serie televisiva drammatica Everwood. La serie ha avuto un ottimo successo ed è terminata nel 2006 dopo quattro stagioni.
Dopo aver partecipato sempre come guest star in altre serie televisive, tra il 2008 e il 2009 recita nel ruolo ricorrente dell'avvocato Martin Posner nella serie televisiva Eli Stone in cui recita accanto a Jonny Lee Miller e Victor Garber. Attualmente è impegnato nella serie televisiva Parenthood nel ruolo ricorrente del Dr. Pelikan.
Oltre alle serie televisive Tom Amandes è apparso anche in alcuni film tra cui bisogna ricordare Spy (1996), Due gemelle per un papà (1998), Bangkok, senza ritorno (1999), Live from Baghdad (2002) e Quel che resta di mio marito (2006).

## Filmografia

### Cinema
- Linea diretta - Un'occasione unica (Straight Talk), regia di Barnet Kellman (1992)
- Spy (The Long Kiss Goodnight), regia di Renny Harlin (1996)
- Second Chances, regia di James Fargo (1998)
- Due gemelle per un papà (Billboard Dad), regia di Alan Metter (1998)
- Bangkok, senza ritorno (Brokedown Palace), regia di Jonathan Kaplan (1999)
- Dirty Deeds, regia di David Kendall (2005)
- Quel che resta di mio marito (Bonneville), regia di Christopher N. Rowley (2006)
- Lucky, regia di Gil Cates Jr. (2011)
- Saving Lincoln, regia di Salvador Litvak (2013) – Abraham Lincoln
- The Bachelors - Un nuovo inizio (The Bachelors), regia di Kurt Voelker (2017)
- A Million Little Pieces, regia di Sam Taylor-Johnson (2018)

### Televisione
- Sable – serie TV, episodio 1x02 (1987)
- Overexposed, regia di Robert Markowitz – film TV (1992)
- The Untouchables – serie TV, 44 episodi (1993-1994)
- Murphy Brown – serie TV, episodio 7x02 (1994)
- Perché mamma lavora (Because Mommy Works), regia di Robert Markowitz – film TV (1994)
- Pappa e ciccia (Roseanne) – serie TV, episodio 7x11 (1994)
- Sisters – serie TV, episodi 5x18-5x20 (1995)
- Nessuno sapeva (If Someone Had Known), regia di Eric Laneuville – film TV (1995)
- The Pursuit of Happiness – serie TV, 7 episodi (1995)
- Terra promessa (Promised Land) – serie TV, 1x04-2x05 (1996-1997)
- Dalla Terra alla Luna (From the Earth to the Moon) – miniserie TV, puntate 10-12 (1998)
- Seven Days – serie TV, episodio 1x06-1x07 (1998)
- E.R. - Medici in prima linea (ER) – serie TV, episodio 5x10 (1998)
- Just Shoot Me! – serie TV, episodio 3x13 (1999)
- Down Will Come Baby, regia di Gregory Goodell – film TV (1999)
- If You Believe, regia di Alan Metzger – film TV (1999)
- JAG - Avvocati in divisa (JAG) – serie TV, episodi 4x16-6x15-7x24 (1999-2002)
- In tribunale con Lynn (Family Law) – serie TV, episodio 2x02 (2000)
- The King of Queens – serie TV, episodio 3x02 (2000)
- The Practice - Professione avvocati (The Practice) – serie TV, episodio 5x04 (2000)
- NYPD - New York Police Department (NYPD Blue) – serie TV, episodio 8x06 (2001)
- Fantasmi alla riscossa (When Good Ghouls Go Bad), regia di Patrick Read Johnson – film TV (2001)
- Spin City – serie TV, episodi 6x02-6x10 (2001)
- The Guardian – serie TV, episodio 1x02-1x11-1x22 (2001-2002)
- Live from Baghdad, regia di Mick Jackson – film TV (2002)
- Everwood – serie TV, 89 episodi (2002-2006)
- Numb3rs – serie TV, episodio 3x10 (2006)
- Curb Your Enthusiasm – serie TV, episodio 6x04 (2007)
- Women's Murder Club – serie TV, episodio 1x07 (2007)
- The Riches – serie TV, episodio 2x03 (2008)
- Private Practice – serie TV, episodio 2x02 (2008)
- Boston Legal – serie TV, episodio 4x16-5x11 (2008)
- Eli Stone – serie TV, 11 episodi (2008-2009)
- This Might Hurt, regia di Jason Winer – film TV (2009)
- Greek - La confraternita (Greek) – serie TV, episodio 3x02 (2009)
- Grey's Anatomy – serie TV, episodio 6x04 (2009)
- Eastwick – serie TV, episodi 1x03-1x06 (2009)
- The Deep End – serie TV, episodi 1x01-1x02 (2009)
- Big Love – serie TV, episodi 4x02-4x04-4x05 (2010)
- La strana coppia (The Good Guys) – serie TV, episodio 1x01 (2010)
- No Ordinary Family – serie TV, episodio 1x01 (2010)
- Parenthood – serie TV, 11 episodi (2010-2014)
- Leverage - Consulenze illegali (Leverage) – serie TV, episodio 4x10 (2011)
- Against the Wall – serie TV, episodio 1x08 (2011)
- Fairly Legal – serie TV, episodio 2x04 (2012)
- Scandal – serie TV, 7 episodi (2012-2018)
- Non fidarti della str**** dell'interno 23 (Don't Trust the B---- in Apartment 23) – serie TV, episodio 2x08 (2013)
- 1600 Penn – serie TV, episodio 1x11 (2013)
- Cult – serie TV, episodio 1x01 (2013)
- Castle – serie TV, episodio 6x04 (2013)
- Revenge - serie TV, episodi 4x22-4x23 (2015)
- Chicago Fire – serie TV, 4 episodi (2015)
- Mom - serie TV, episodio 2x19 (2015)
- Arrow - serie TV, 5 episodi (2016-2017)
- The Magicians – serie TV, episodi 1x10-2x06-3x03 (2016-2018)
- The Detour – serie TV, episodi 1x05-1x06-1x09 (2016)
- Better Things – serie TV, episodio 1x06 (2016)
- Timeless – serie TV, episodio 1x06 (2016)
- La strana vita dei miei vicini (A neighbor's deception) – film TV, regia di Devon Downs e Kenny Gage (2017)
- Good Behavior – serie TV, episodio 2x08 (2017)
- ctrl alt delete – serie TV, episodio 1x02 (2017)
- Unbelievable – miniserie TV, puntata 08 (2019)
- Perfect Harmony – serie TV, episodio 1x10 (2019)
- Criminal Minds – serie TV, episodio 15x01 (2020)
- Promised Land – serie TV, 7 episodi (2022)
- The Terminal List – serie TV, 2 episodi (2022)
- Perry Mason – serie TV, 5 episodi (2023)

## Doppiatori italiani
Nelle versioni in italiano delle opere in cui ha recitato, Tom Amandes è stato doppiato da:
- Saverio Indrio in Everwood, Private Practice, Grey's Anatomy, Eastwick, No Ordinary Family, Fairly Legal, Non fidarti della str**** dell'interno 23, Parenthood, The Detour
- Massimo Lodolo in Due gemelle per un papà, In tribunale con Lynn, La strana coppia, La strana vita dei miei vicini, Promised Land
- Sergio Lucchetti in The Riches, Greek - La confraternita, Timeless, Unbelievable
- Luca Dal Fabbro in Boston Legal (ep.5x11), Arrow
- Mario Scarabelli in Spin City, Scandal (st. 2, ep. 3x05)
- Michele Gammino in Bangkok, senza ritorno
- Vladimiro Conti in Big Love, Revenge
- Ambrogio Colombo in Women's Murder Club
- Angelo Maggi in Leverage - Consulenze illegali
- Antonio Sanna in Criminal Minds
- Claudio Ridolfo in Fantasmi alla riscossa
- Danilo Bruni in Scandal (ep. 3x13, 3x16, 7x18)
- Edoardo Nordio in Chicago Fire
- Enrico Di Troia in Cult
- Francesco Prando in E.R. - Medici in prima linea
- Gaetano Varcasia in JAG - Avvocati in divisa (ep. 6x15)
- Gerolamo Alchieri in The Magicians
- Gianluca Tusco in 1600 Penn
- Gino La Monica in Numb3rs
- Giorgio Locuratolo in Eli Stone
- Luca Biagini in Perry Mason
- Massimo Rinaldi in Boston Legal (ep. 4x16)
- Maurizio Reti in The Practice - Professione avvocati
- Paolo Gattini in The Terminal List
- Pasquale Anselmo in Goods Behaviour
- Sergio Di Giulio in Castle
- Stefano De Sando in NYPD - New York Police Department
- Stefano Mondini in JAG - Avvocati in divisa (ep. 7x24)
- Vittorio De Angelis in Spy
- Sergio Luzi in Better Things